# گروه گولدن اوشن
گروه گولدن اوشن (انگلیسی: Golden Ocean Group) شرکت ترابری آمریکایی است، که در سال ۲۰۰۴ تأسیس شد.